# José Luandino Vieira
Pour les articles homonymes, voir Vieira.
José Luandino Vieira, pseudonyme de José Mateus Vieira da Graça, né le 4 mai 1935 à Vila Nova de Ourém au Portugal, est un écrivain angolais, poète, conteur, traducteur, lauréat du prix Camões en 2006. Il a également utilisé les pseudonymes de José Graça et José Muimbu

## Biographie
José Luandino Vieira est né au Portugal, mais ses parents s'installent en Angola alors qu'il n'a que 3 ans. Il grandit dans les quartiers populaires de Luanda et fait ses études à Luanda. Il s'engage politiquement en faveur de l'indépendance de l'Angola, dont il détient aujourd'hui la citoyenneté. Cet engagement lui vaut d'être emprisonné par la PIDE en 1959, puis en 1961 et condamné à 14 ans de prison.
En 1963, José Luandino Vieira sort son recueil de nouvelles, Luuanda qui est rapidement interdit par les autorités portugaises.
En 1964, José Luandino Vieira est transféré en 1964 au camp de Tarrafal, où il passe huit ans. Libéré en 1972, il est placé sous surveillance contrôlée à Lisbonne. Il a composé la majorité de son œuvre en prison.
Après l'indépendance en 1975, José Luandino Vieira se rallie au MPLA et prend la tête de la télévision publique.
Le 10 décembre 1975, José Luandino Vieira cofonde et devient secrétaire général de l'Union des écrivains angolais, poste qu'il occupe jusqu'en 1992. En 1992, alors que la guerre civile repart de plus belle, il quitte l'Angola pour s'installer au Portugal.

## Œuvres
La plupart de ses œuvres sont des nouvelles s'inscrivant dans la vie quotidienne des musseques de Luanda. José Luandino Vieira y décrit des quartiers pauvres, remontés contre le colonisateur, mais au sein desquels une nouvelle identité angolaise émerge. L'auteur utilise beaucoup la langue kimbundu pour marquer l'unicité de la langue lusophone angolaise et son portugais "bantouisé". Il qualifie son œuvre d'"ambaquisme", « phénomène culturel caractérisant le colonisé qui tente d’assimiler, souvent imparfaitement, certains éléments culturels (...) introduits par le colonisateur ». Pour l'auteur mozambicain Mia Couto, José Luandino Vieira « lui a révélé la possibilité de recréer la langue portugaise ».
En 1972, Sarah Maldoror sort le film Sambizanga, adaptation du roman A Vida Verdadeira de Domingos Xavier de José Luandino Vieiran.

### Contes
- A cidade e a infância, 1957
- Duas histórias de pequenos burgueses, 1961
- Luuanda, 1963
  - Extrait : Histoire de la poule et de l'œuf, trad. de Estória da galinha e do ovo par Béatrice du Chavagnac, L'École des loisirs, coll. Neuf, Paris, 2002, 78 p.  (ISBN 2-211-06390-X)
- Vidas novas , 1968
- Velhas estórias , 1974
- Duas estórias, 1974
- No antigamente, na vida, 1974
  - Autrefois, dans la vie, trad. Michel Laban, Gallimard, coll. Du monde entier, Paris, 1981, 168 p.
- Macamdumba, 1978
- Lourentinho, Dona Antónia de Sousa Neto & eu, 1981
- Estória da baciazinha de Quitaba, 1986

### Nouvelles
- A vida verdadeira de Domingos Xavier, 1961
  - La Vraie vie de Domingos Xavier suivi de Le complet de Mateus, trad. par Mario Pinto de Andrade et Chantal Tiberghien, Présence africaine, Paris, 1971, 160 p.
- João Vêncio : Os seus amores, 1979
  - João Vêncio : ses amours : tentative d'ambaquisme littéraire fait d'argot, de jargon et de termes grossiers, trad. Michel Laban, Gallimard, coll. Du monde entier, Paris, 1998, 98 p.  (ISBN 2-07-074612-7) roman
- Autrefois, dans la vie, recueil de 3 nouvelles, 1981,  (ISBN 9782070228751)[6]

### Romans
- Nosso Musseque, 2003
- Nós, os do Makulusu, 1974
  - Nous autres, de Makulusu, trad. Michel Laban, Gallimard, coll. Du monde entier, Paris, 1989, 148 p.  (ISBN 2-07-071500-0)
- O livro dos rios, 1º vol. da trilogia De rios velhos e guerrilheiros, 2006
- Papéis da Prisão, 2015[7]

### Littérature pour la jeunesse
- A guerra dos fazedores de chuva com os caçadores de nuvens. Guerra para crianças, 2006

### Autres
- Kapapa : pássaros e peixes, 1998
- À espera do luar, 1998